# Boso av Provence
Boso av Provence, i äldre litteratur oftast kallad Boso av Burgund, död 887 var en provensalsk kung.
871 blev han greve av Vienne. Hans maka Ermengard av Italien, dotter till Ludvig II, förmådde honom 879 att utropa sig till kung över Provence, varigenom kungariket cisjuranska Burgund uppstod. I kamp mot andra karolingiska furstar hävdade Boso sin ställning och efterträddes vid sin död av sonen Ludvig III.